# 弗雷讷勒普朗
弗雷讷勒普朗（法語：Fresne-le-Plan，法語發音：[fʁɛn lə plɑ̃]）是法国滨海塞纳省的一个市镇，属于鲁昂区。

## 地理
弗雷讷勒普朗（49°24'45"N, 1°17'42"E）面积6.88 平方千米，位于法国诺曼底大区滨海塞纳省，该省份为法国北部沿海省份，其西部及北部濒大西洋英吉利海峡，东起顺时针与索姆省、瓦兹省、厄尔省和卡爾瓦多斯省接壤。
与弗雷讷勒普朗接壤的市镇（或旧市镇、城区）包括：博杜安堡、莱特吉沃、雷讷维尔、欧祖维尔叙里、蒙曼。

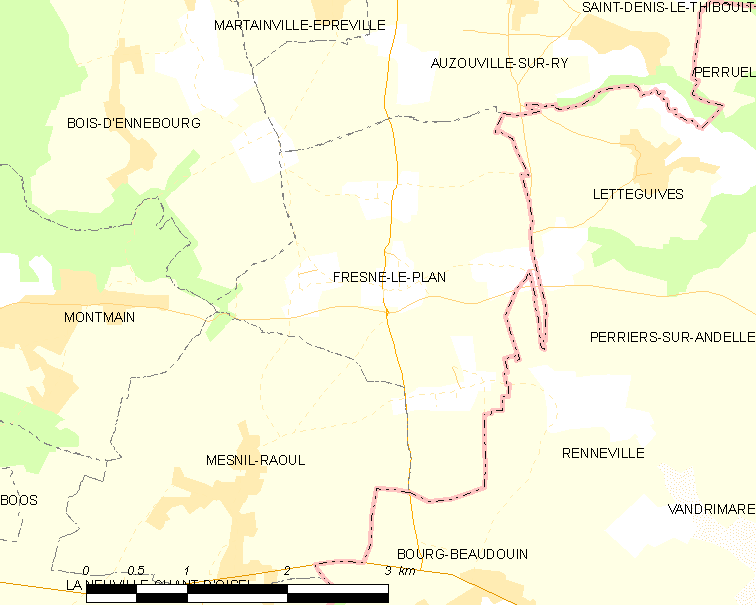
弗雷讷勒普朗的OSM定位图

弗雷讷勒普朗的时区为UTC+01:00、UTC+02:00（夏令时）。

## 行政
弗雷讷勒普朗的邮政编码为76520，INSEE市镇编码为76285。

## 政治
弗雷讷勒普朗所属的省级选区为勒梅尼勒埃纳尔县。

## 人口

1962-2008年间弗雷讷勒普朗人口变化图示

弗雷讷勒普朗于2022年1月1日时的人口数量为547人。